# Миненко, Николай Иванович
Николай Иванович Миненко (укр. Миненко Микола Іванович; 18 сентября 1927 год, село Писаревка, Полтавская область — 16 апреля 1990 год, там же) — комбайнёр колхоза «Большевик» Новосанжарского района 
Полтавской области, Украинская ССР. Герой Социалистического Труда (1966). Депутат Верховного Совета УССР 7-го и 8-го созывов.

## Биография
Родился 18 сентября 1927 года в крестьянской семье в селе Писаревка Новосанжарского района. Получил неполное среднее образование, окончив в 1940 году семилетнюю школу в родном селе. В 1943 году был призван в Красную Армию. Участвовал в Великой Отечественной войне. В 1945 году получил ранение в Венгрии. Демобилизовался из армии в 1950 году.
С 1950 по 1956 год — электросварщик Полтавского паровозоремонтного завода. С 1956 года — комбайнёр колхоза имени Шевченко (после объединения — колхоз «Большевик») Новосанжарского района. В 1966 году удостоен звания Героя Социалистического Труда «за успехи, достигнутые в увеличении производства пшеницы, ржи, гречихи и кукурузы и других зерновых и кормовых культур».
Избирался депутатом Верховного Совета УССР 7-го и 8-го созывов (1967—1975) от Полтавского избирательного округа № 330.
В 1987 году вышел на пенсию. Проживал в родном селе, где скончался в 1990 году. Похоронен на сельском кладбище. Могила Николая Миненко является памятником истории и культуры Полтавской области.

## Награды
- Герой Социалистического Труда — указом Президиума Верховного Совета СССР от 23 июня 1966 года
- Орден Ленина
- Орден Трудового Красного Знамени (1973)
- Орден Отечественной войны 2 степени (1985)